# منصور شاه الثاني سلطان فهغ
السلطان منصور شاه الثاني بن السلطان زين العابدين شاه (توفي 1560) هو ثامن سلاطين فهغ الذي حكم من 1555 إلى 1560 بعد وفاة والده زين العابدين شاه عام 1555.
معروف باسم راجا منصور، وهو الابن البكر للسلطان السابع زين العابدين شاه من زوجته راجا بطري ابنة محمود شاه سلطان ملقا. تزوج منصور شاه الثاني من راجا بطري فاطمة الابنة الكبرى لعلاء الدين ريات شاه الثاني. ثم تزوج بعد وفاة زوجته الأولى من بطري باكال بنتي راجا أحمد ابنة راجا أحمد بن راجا محمد من ترغكانو. قتل منصور شاه الثاني في معركة ضد الهندوس الجاويين التي وقعت في جنوب فهغ عام 1560. دفن في مقبرة بروناي في فهغ، لديه ثلاثة أبناء وثلاث بنات. ولُقب بالمرحوم الشهيد بعد وفاته وخلفه شقيقه الأصغر راجا جمال.